# Raionul Gulbene
Gulbene este un raion în Letonia.